# Joseph Hasler
Joseph Hasler (22 avril 1900 à Altstätten - 20 décembre 1985 à Appenzell) est un prêtre suisse, évêque catholique du diocèse de Saint-Gall de 1957 à 1976.

## Biographie
Né le 22 avril 1900 à Altstätten d'un père brodeur, Joseph Hasler fait ses études à Stans au gymnase Saint-Fidèle. Il est ordonné prêtre le 20 mars 1926. De 1926 à 1957, il exerce son ministère dans différentes paroisses du diocèse.  
En 1957, il reçoit un doctorat honoris causa de l'université de Fribourg,.
Le 16 avril 1957, le chapitre cathédral de Saint-Gall l'élit à l'épiscopat, ce qui est confirmé par le pape deux jours plus tard. Il est ordonné évêque le 26 mai 1957 par Gustavo Testa, nonce apostolique en Suisse.
Dans ce cadre, il participe au concile Vatican II en tant que père conciliaire, et y plaide pour le maintien du latin comme langue liturgique et dans la formation des clercs.
Atteint par la limite d'âge, il prend sa retraite en 1976 et devient chapelain à Appenzell, où il décède le 20 décembre 1985 à 85 ans. 